# Henize 2-47
Source radio
Nébuleuse planétaire
Henize 2-47 (abrégé sous la forme de Hen 2-47) est une jeune nébuleuse planétaire située à environ 6 600 années-lumière de la Terre dans la constellation de la Carène.

## Lobes
Hen 2-47 contient six lobes de gaz et de poussière cosmique qui suggèrent que l'étoile centrale de la nébuleuse a éjecté de la matière au moins trois fois dans trois directions différentes. Lors de chaque éjection, l'étoile a tiré une paire de jets de gaz étroits pointés dans des directions opposées, donnant finalement à la nébuleuse la forme qu'elle a actuellement.